# Каменский, Григорий Козьмич
Григорий Козьмич Каменский (1814 — 1893) — российский купец, меценат и общественный деятель, оказавший существенную поддержку развитию учебных заведений в городе Перми, почётный член Губернского попечительства детских приютов (в 1880 году), попечитель Пермской общественной богадельни (в 1892 году).

## Биография
Родился в начале XIX века в деревне Данилиха Пермского уезда Пермской губернии (ныне это микрорайон Перми) в крестьянской семье. Был женат на Наталье Стефановне. Запись в метрической книге о его рождении гласит:

Деревни Данилихи у крестьянина Косьмы Филипова Каменских сын Григорий. Молитствовал и крестил иерей Николай Первушин. Восприемник той же деревни крестьянин Иван Иванов Верхоланцов.

Вместе со старшим братом Фёдором, Григорий Каменский занимался перевозкой товаров, что позволило им накопить некоторый капитал, и в 1857 году (по некоторым источникам — в 1859 году) они освободились от крепостной зависимости:

обладая здравым умом, своим неутомимым денно-ночным трудом и строго-христианскою жизнью успели приобрести средства к тому, чтобы незадолго до Всемилостивейшего дарования свободы крепостным, внести своей владелице значительный денежный выкуп за себя и за все семейство.
— Григорий Козмич Каменский. Некролог. // Пермские епархиальные ведомости за 1893 г., № 5.
В 1859 (или 1858) году братья Каменские построили свой первый буксирный пароход «Работник». Перевозка грузов водным путём стала приносить им значительную прибыль. Также одним из источников их дохода была выдача денежных займов с процентами. Часть доходов они направили на развитие дела — строительство новых пароходов, а часть направили на благотворительный цели. Они приобрели здание на улице Пермской (сейчас — улица Кирова, № 64, 66), сделали перепланировку и в 1860 году подарили его женскому училищу, которое было позднее преобразовано в Мариинскую женскую гимназию, и размещалось в этом здании 27 лет. Братья Каменские до конца жизни были попечителями гимназии.
В 1862 году у братьев было уже два буксирных парохода, и после успешной навигации они пожертвовали 8 000 рублей на строительство Воскресенской церкви в память освобождения крестьян от крепостной зависимости. В 1865 году было основано пароходство братьев Каменских. Перевозка пассажиров между Пермью и Нижним Новгородом осуществлялась пароходами «Иоанн», «Михаил», «Александр», «Василий», названными в честь сыновей братьев Каменских. Часть прибыли была направлена на строительство церкви при пересыльной тюрьме, освящённой 18 ноября 1873 года. В 1871 году был основан торговый дом «Товарищество пароходства и транспортирования грузов Ф. и Г. Братья Каменские», осуществлявший перевозку грузов по России водным путём. В 1874 году Каменские пустили в действие литейно-механический завод для производства железа, постройки и ремонта судов.
В 1882 году Фёдор и Григорий Каменские приобрели здание для детского приюта. В 1887 году они пожертвовали 1000 рублей на строительство церкви детского приюта. В 1879 году — купили здание для городской общественной богадельни, во флигеле которого была размещена временная церковь. В 1885 году на средства сына Григория Козьмича, Александра Григорьевича, было построено новое каменное здание богадельни с церковью во имя Симеона Верхотурского. Братья Каменские делали крупные пожертвования на строительство и содержание Успенского женского монастыря, а позже монастырь поддерживали их дети.
30 января 1886 года «Высочайше утвержден в звании почетного гражданина г. Перми».
20 июня 1897 года сын Григория Козьмича, Александр Григорьевич Каменский учредил для Алексеевского реального училища в Перми стипендию в форме государственной 4-хпроцентной ренты на 1200 рублей. Он присвоил этой стипендии имя своего отца.